# Potentilla polyjosephiana
Potentilla polyjosephiana är en rosväxtart som beskrevs av Hiroshi Ikeda och H. Ohba. Potentilla polyjosephiana ingår i Fingerörtssläktet som ingår i familjen rosväxter. Inga underarter finns listade i Catalogue of Life.